# Oezbekistan op de Paralympische Zomerspelen 2020
Oezbekistan was een van de landen die deelnam aan de Paralympische Zomerspelen 2020 in Tokio, Japan.

## Medailleoverzicht
| Atletiek    | Safiya Burkhanova           | Kogelstoten, F12 (v)                   | Goud   |  |  |
| Atletiek    | Nozimakhon Kayumova         | Speerwerpen, F13 (v)                   | Goud   |  |  |
| Atletiek    | Mokhigul Khamdamova         | Discuswerpen, F57 (v)                  | Goud   |  |  |
| Atletiek    | Khusniddin Norbekov         | Kogelstoten, F35 (m)                   | Goud   |  |  |
| Atletiek    | Bobirjon Omonov             | Kogelstoten, F41 (m)                   | Goud   |  |  |
| Judo        | Uchkun Kuranbaev            | -66 kg (m)                             | Goud   |  |  |
| Judo        | Feruz Sayidov               | -73 kg (m)                             | Goud   |  |  |
| Taekwondo   | Guljonoy Naimova            | +58 kg, K44 (v)                        | Goud   |  |  |
|             |                             |                                        |        |  |  |
| Atletiek    | Nurkhon Kurbanova           | Speerwerpen, F54 (v)                   | Zilver |  |  |
| Atletiek    | Asila Mirzayorova           | Verspringen, T11 (v)                   | Zilver |  |  |
| Bankdrukken | Ruza Kuzieva                | -61 kg (v)                             | Zilver |  |  |
| Judo        | Davurkhon Karomatov         | -81 kg (m)                             | Zilver |  |  |
| Judo        | Parvin Samandrova           | -57 kg (v)                             | Zilver |  |  |
|             |                             |                                        |        |  |  |
| Atletiek    | Nurkhon Kurbanova           | Kogelstoten, F54 (v)                   | Brons  |  |  |
| Atletiek    | Elbek Sultonov              | Kogelstoten, F12 (m)                   | Brons  |  |  |
| Judo        | Sharif Khalilov             | -100 kg (m)                            | Brons  |  |  |
| Judo        | Nafisa Sheripboeva          | -63 kg (v)                             | Brons  |  |  |
| Zwemmen     | Islam Asanov                | 100 m vlinderslag, S13 (m)             | Brons  |  |  |
| Zwemmen     | Shokhsanamkhon Toshpulatova | 200 m individuele wisselslag, SM13 (v) | Brons  |  |  |

## Deelnemers en resultaten
(m) = mannen, (v) = vrouwen, (g) = gemengd 

### Atletiek

#### Baanonderdelen
| Atleet           | Onderdeel      | Series    | Series | Finale       | Finale |
| Atleet           | Onderdeel      | Resultaat | Rang   | Resultaat    | Rang   |
| ---------------- | -------------- | --------- | ------ | ------------ | ------ |
| Sabina Sukhanova | 100 m, T37 (v) | 0:13.91   | 8e     | 0:14.20      | 7e     |
| Sabina Sukhanova | 200 m, T37 (v) | 0:29.26   | 8e     | Niet gestart | DNS    |

#### Veldonderdelen
| Paralympiër                | Onderdeel             | Resultaat | Prestatie           |
| -------------------------- | --------------------- | --------- | ------------------- |
| Temurbek Giyazov           | Hoogspringen, T64 (m) | 6e        | 1.88                |
| Khusniddin Norbekov        | Kogelstoten, F35 (m)  | Goud      | 16.13               |
| Yorkinbek Odilov           | Kogelstoten, F57 (m)  | 9e        | 11.71               |
| Yorkinbek Odilov           | Speerwerpen, F57 (m)  | 4e        | 47.52               |
| Bobirjon Omonov            | Kogelstoten, F41 (m)  | Goud      | 14.06               |
| Mukhammad Rikhsimov        | Kogelstoten, F63 (m)  | 6e        | 13.26               |
| Doniyor Saliev             | Verspringen, T12 (m)  | 4e        | 6.92                |
| Elbek Sultonov             | Kogelstoten, F12 (m)  | Brons     | 15.94               |
| Izzat Turgunov             | Verspringen, T36 (m)  | NM        | Geen geldige poging |
|                            |                       |           |                     |
| Dilafruzkhon Akhmatkhonova | Kogelstoten, F35 (v)  | 4e        | 8.59                |
| Safiya Burkhanova          | Kogelstoten, F12 (v)  | Goud      | 14.78               |
| Nozimakhon Kayumova        | Speerwerpen, F13 (v)  | Goud      | 42.59               |
| Mokhigul Khamdamova        | Kogelstoten, F57 (v)  | 9e        | 8.42                |
| Mokhigul Khamdamova        | Discuswerpen, F57 (v) | Goud      | 31.46               |
| Yokutkhon Kholbekova       | Verspringen, T12 (v)  | 4e        | 5.32                |
| Nurkhon Kurbanova          | Kogelstoten, F54 (v)  | Brons     | 7.77                |
| Nurkhon Kurbanova          | Discuswerpen, F55 (v) | 8e        | 20.40               |
| Nurkhon Kurbanova          | Speerwerpen, F54 (v)  | Zilver    | 18.38               |
| Asila Mirzayorova          | Verspringen, T11 (v)  | Zilver    | 4.91                |
| Sabina Sukhanova           | Verspringen, T37 (v)  | 5e        | 4.36                |

### Bankdrukken
| Paralympiër       | Onderdeel   | Resultaat | Prestatie           |
| ----------------- | ----------- | --------- | ------------------- |
| Nuriddin Davlatov | -107 kg (m) | NM        | Geen geldige poging |
| Farhod Umirzakov  | -88 kg (m)  | 4e        | 212.0               |
|                   |             |           |                     |
| Ruza Kuzieva      | -61 kg (v)  | Zilver    | 130.0               |

### Judo
| Paralympiër         | Onderdeel   | Resultaat | Prestatie |
| ------------------- | ----------- | --------- | --- |
| Shukhrat Boboev     | -90 kg (m)  | 7e        | 1/8e finale: W van MDA Oleg Cretul Kwartfinale: V van GBR Elliot Stewart Herkansingen, finale: V van KAZ Zhanbota Amanzhol                                                                             |
| Davurkhon Karomatov | -81 kg (m)  | Zilver    | Kwartfinale: W van CUB Gerardo Rodriguez Reyes Halve finale: W van MEX Eduardo Adrian Avila Sanchez Finale: V van AZE Huseyn Rahimli                                                                   |
| Sharif Khalilov     | -100 kg (m) | Brons     | 1/8e finale: W van AZE Kanan Abdullakhanli Kwartfinale: V van GBR Christopher Kelly Herkansingen, finale: W van JPN Yoshikazu Matsumoto Bronzen finale: W van BRA Antonio Tenorio da Silva             |
| Uchkun Kuranbaev    | -66 kg (m)  | Goud      | Kwartfinale: W van JPN Yujiro Seto Halve finale: W van UKR Davyd Khorava Finale: W van ESP Sergio Ibanez Banon                                                                                         |
| Sherzod Namozov     | -60 kg (m)  | 5e        | Kwartfinale: V van VEN Marcos Dennis Blanco Herkansingen, 1e ronde: W van ALG Ishak Ouldkouider Herkansingen, finale: W van MGL Yadamdorj Sukhbaatar Bronzen finale: V van ROM Florin Alexandru Bologa |
| Feruz Sayidov       | -73 kg (m)  | Goud      | Kwartfinale: W van LTU Osvaldas Bareikis Halve finale: W van RPC Vasilii Kutuev Finale: W van KAZ Temirzhan Daulet                                                                                     |
| Shirin Shapirov     | +100 kg (m) | 5e        | Kwartfinale: W van CUB Yordani Fernandez Sastre Halve finale: V van GEO Revaz Chikoidze Bronzen finale: V van AZE Ilham Zakiyev                                                                        |
|                     |             |           | |
| Vasila Aliboeva     | -70 kg (v)  | DNS       | Niet gestart |
| Parvin Samandarova  | -57 kg (v)  | Zilver    | Kwartfinale: W van JPN Junko Hirose Halve finale: W van BRA Lucia Araujo Finale: V van AZE Sevda Valiyeva                                                                                              |
| Nafisa Sheripboeva  | -63 kg (v)  | Brons     | Kwartfinale: W van RPC Olga Pozdnysheva Halve finale: V van UKR Iryna Husieva Bronzen finale: W van ESP Marta Arce Payno                                                                               |

### Kanovaren
| Atleet                | Onderdeel                  | Heats     | Heats | Halve finale | Halve finale | A/B finale | A/B finale |
| Atleet                | Onderdeel                  | Resultaat | Rang  | Resultaat    | Rang         | Resultaat  | Rang       |
| --------------------- | -------------------------- | --------- | ----- | ------------ | ------------ | ---------- | ---------- |
| Azizbek Abdulkhabibov | Eenpersoons kayak, KL2 (m) | 0:44.437  | 6e    | 0:43.409     | 6e QA        | 0:43.584   | 8e         |
| Khaytmurot Sherkuziev | Eenpersoons Va'a, VL3 (m)  | 0:54.269  | 7e    | 0:51.450     | 4e QA        | 0:52.793   | 4e         |
|                       |                            |           |       |              |              |            |            |
| Shakhnoza Mirzaeva    | Eenpersoons kayak, KL3 (v) | 0:53.521  | 6e    | 0:51.466     | 5e QA        | 0:52.398   | 6e         |

### Roeien
| Atleet                            | Onderdeel                        | Heats     | Heats | Herkansingen | Herkansingen | A/B finale | A/B finale | Eindranking |
| Atleet                            | Onderdeel                        | Resultaat | Rang  | Resultaat    | Rang         | Resultaat  | Rang       | Eindranking |
| --------------------------------- | -------------------------------- | --------- | ----- | ------------ | ------------ | ---------- | ---------- | ----------- |
| Feruza Buriboeva Otabek Kuchkorov | Tweepersoons skull, PR2Mix2x (g) | 9:31.97   | 10e   | 8:55.42      | 9e QB        | 9:43.04    | 5e         | 11e         |

### Schietsport
| Paralympiër      | Onderdeel                  | Resultaat | Resultaat | Prestatie | Prestatie |
| Paralympiër      | Onderdeel                  | Score     | Rang      | Score     | Rang      |
| ---------------- | -------------------------- | --------- | --------- | --------- | --------- |
| Server Ibragimov | 10 m luchtpistool, SH1 (m) | 574.0     | 4e        | 177.4     | 5e        |
| Server Ibragimov | 50 m pistool, SH1 (g)      | 539.0     | 1e        | 100.0     | 8e        |

### Taekwondo
| Paralympiër         | Onderdeel       | Resultaat | Prestatie |
| ------------------- | --------------- | --------- | --- |
| Zukhriddin Tokhirov | -61 kg, K44 (m) | 9e        | 1/8e finale: V van ITA Antonio Bossolo met 30-64 Herkansingen, 1e ronde: V van FRA Bopha Kong met 24-37 |
|                     |                 |           | |
| Ziyodakhon Isakova  | -49 kg, K44 (v) | 5e        | 1/8e finale: W van AFG Zakia Khudadadi met 17-12 Kwartfinale: W van MGL Enkhtuya Khurelbaatar met 13-11 Halve finale: V van PER Leonor Espinoza Carranza met 7-17 Bronzen finale: V van THA Khwansuda Phuangkitcha met 2-18 |
| Guljonoy Naimova    | +58 kg, K44 (v) | Goud      | 1/8e finale: W van IRI Rayehe Shahab met 30-9 Kwartfinale: W van JPN Shoko Ota met 37-12 Halve finale: W van GBR Amy Truesdale met 60-14 Finale: W van BRA Debora Bezerra de Menezes met 8-4                                |

### Zwemmen
| Atleet                      | Onderdeel                              | Series    | Series | Finale              | Finale              |
| Atleet                      | Onderdeel                              | Resultaat | Rang   | Resultaat           | Rang                |
| --------------------------- | -------------------------------------- | --------- | ------ | ------------------- | ------------------- |
| Islam Asanov                | 50 m vrije slag, S13 (m)               | 0:23.90   | 2e     | 0:23.85             | 5e                  |
| Islam Asanov                | 100 m rugslag, S13 (m)                 | 1:06.52   | 10e    | Niet gekwalificeerd | Niet gekwalificeerd |
| Islam Asanov                | 100 m vlinderslag, S13 (m)             | 0:57.29   | 3e     | 0:57.12             | Brons               |
| Firdavsbek Musabekov        | 100 m rugslag, SB13 (m)                | 1:06.42   | 5e     | 1:05.85             | 4e                  |
| Firdavsbek Musabekov        | 200 m individuele wisselslag, SM13 (m) | 2:18.78   | 10e    | Niet gekwalificeerd | Niet gekwalificeerd |
| Muzaffar Tursunkhujaev      | 50 m vrije slag, S13 (m)               | 0:24.62   | 9e     | Niet gekwalificeerd | Niet gekwalificeerd |
| Muzaffar Tursunkhujaev      | 100 m rugslag, S13 (m)                 | 1:05.26   | 9e     | Niet gekwalificeerd | Niet gekwalificeerd |
| Muzaffar Tursunkhujaev      | 100 m vlinderslag, S13 (m)             | 0:57.73   | 5e     | 0:57.44             | 5e                  |
|                             |                                        |           |        |                     |                     |
| Nigorakhon Mirzokhidova     | 50 m vrije slag, S13 (v)               | 0:29.18   | 19e    | Niet gekwalificeerd | Niet gekwalificeerd |
| Nigorakhon Mirzokhidova     | 100 m rugslag, S13 (v)                 | 1:08.85   | 4e     | 1:09.85             | 7e                  |
| Nigorakhon Mirzokhidova     | 100 m schoolslag, SB13 (v)             | 1:28.12   | 14e    | Niet gekwalificeerd | Niet gekwalificeerd |
| Nigorakhon Mirzokhidova     | 100 m vlinderslag, S13 (v)             | 1:13.21   | 14e    | Niet gekwalificeerd | Niet gekwalificeerd |
| Nigorakhon Mirzokhidova     | 200 m individuele wisselslag, SM13 (v) | 2:40.44   | 9e     | Niet gekwalificeerd | Niet gekwalificeerd |
| Muslima Odilova             | 100 m vlinderslag, S13 (v)             | 1:11.78   | 11e    | Niet gekwalificeerd | Niet gekwalificeerd |
| Shokhsanamkhon Toshpulatova | 50 m vrije slag, S13 (v)               | 0:28.87   | 14e    | Niet gekwalificeerd | Niet gekwalificeerd |
| Shokhsanamkhon Toshpulatova | 400 m vrije slag, S13 (v)              | 4:43.98   | 4e     | 4:36.65             | 4e                  |
| Shokhsanamkhon Toshpulatova | 100 m rugslag, S13 (v)                 | 1:09.71   | 8e     | 1:08.37             | 5e                  |
| Shokhsanamkhon Toshpulatova | 100 m schoolslag, SB13 (v)             | 1:21.60   | 7e     | 1:19.99             | 6e                  |
| Shokhsanamkhon Toshpulatova | 100 m vlinderslag, S13 (v)             | 1:06.24   | 3e     | 1:06.21             | 4e                  |
| Shokhsanamkhon Toshpulatova | 200 m individuele wisselslag, SM13 (v) | 2:30.42   | 3e     | 2:27.92             | Brons               |

Afghanistan · 
Algerije · 
Amerikaanse Maagdeneilanden · 
Angola · 
Argentinië · 
Armenië · 
Aruba · 
Australië · 
Azerbeidzjan · 
Bahrein · 
Barbados · 
Belarus · 
België · 
Benin · 
Bermuda · 
Bosnië en Herzegovina · 
Botswana · 
Brazilië · 
Bulgarije · 
Burkina Faso · 
Burundi · 
Cambodja · 
Canada · 
Centraal-Afrikaanse Republiek · 
Chili · 
China · 
Chinees Taipei · 
Colombia · 
Congo-Brazzaville · 
Congo-Kinshasa · 
Costa Rica · 
Cuba · 
Cyprus · 
Denemarken · 
Dominicaanse Republiek · 
Duitsland · 
Ecuador · 
Egypte · 
El Salvador · 
Estland · 
Ethiopië · 
Faeröer · 
Fiji · 
Filipijnen · 
Finland · 
Frankrijk · 
Gabon · 
Gambia · 
Georgië · 
Ghana · 
Griekenland · 
Groot-Brittannië · 
Guatemala · 
Guinee · 
Guinee‑Bissau · 
Haïti · 
Honduras · 
Hongarije · 
Hongkong · 
Ierland · 
IJsland · 
India · 
Indonesië · 
Irak · 
Iran · 
Israël · 
Italië · 
Ivoorkust · 
Jamaica · 
Japan · 
Jordanië · 
Kaapverdië · 
Kameroen · 
Kazachstan · 
Kenia · 
Kirgizië · 
Koeweit · 
Kroatië · 
Laos · 
Lesotho · 
Letland · 
Libanon · 
Liberia · 
Libië · 
Litouwen · 
Luxemburg · 
Madagaskar · 
Maleisië · 
Mali · 
Malta · 
Marokko · 
Mauritius · 
Mexico · 
Moldavië · 
Mongolië · 
Montenegro · 
Mozambique · 
Namibië · 
Nederland · 
Nepal · 
Nicaragua · 
Nieuw-Zeeland · 
Niger · 
Nigeria · 
Noord-Macedonië · 
Noorwegen · 
Oeganda · 
Oekraïne · 
Oezbekistan · 
Oman · 
Oostenrijk · 
Pakistan · 
Palestina · 
Panama · 
Papoea-Nieuw-Guinea · 
Peru · 
Polen · 
Portugal · 
Puerto Rico · 
Qatar · 
Roemenië · 
Russisch Paralympisch Comité ·
Rwanda · 
Saint Vincent en Grenadines · 
Samoa · 
Saoedi-Arabië · 
Sao Tomé en Principe · 
Senegal · 
Servië · 
Seychellen · 
Sierra Leone · 
Singapore · 
Slovenië · 
Slowakije · 
Somalië · 
Spanje · 
Sri Lanka · 
Syrië · 
Tadzjikistan · 
Tanzania · 
Thailand · 
Togo · 
Tonga · 
Trinidad en Tobago · 
Tsjechië · 
Tunesië · 
Turkije · 
Turkmenistan · 
Uruguay · 
Venezuela · 
Verenigde Arabische Emiraten · 
Verenigde Staten · 
Vietnam · 
Zimbabwe · 
Zuid-Afrika · 
Zuid-Korea · 
Zweden · 
Zwitserland
Paralympisch Vluchtelingen Team